# マイケル・ウィリアムズ (映画監督)
マイケル・ウィリアムズ（Michael Williams、1990年12月1日）は、イギリス出身の映画監督。

## 来歴
バーミンガム市立大学で映画製作技術を学び、2012年に卒業。卒業後に初めて制作した短編映画「Paper Jam」はYoutubeで45,000以上の視聴回数を記録。2015年に拠点をイギリスから日本に移す。2017年、日本での初短編映画「From Day to Night」が第4回岩槻映画祭にて上映される。2018年に制作した「One Step」は3つの賞を受賞し、他にも2つの賞にノミネートされる。2019年より東京を活動の拠点とする制作集団、Tokyo Cowboysに参加、西坂來人と共同で「Benza English」 の監督を務める。

## 作品

### 短編・中編作品
- 「I Just Wanted to See You ～誰かに見られている気がする～」(2020年) [5]
- 「Lasagne for One」（2019年）[6]
- 「One Step」（2018年）[7]
- 「From Day to Night」（2017年）

### 映画
- Aichaku（2024年公開予定）

### テレビドラマ
- Benza English（2020年、Amazonプライム・ビデオ）
- The Benza (2021年、Amazonプライム・ビデオ)[8]

### テレビ番組
- ゲッティング・ダーティ・イン・ジャパン　(Amazonプライムビデオ 2023年4月配信）[9]

## 受賞歴
- 2018年

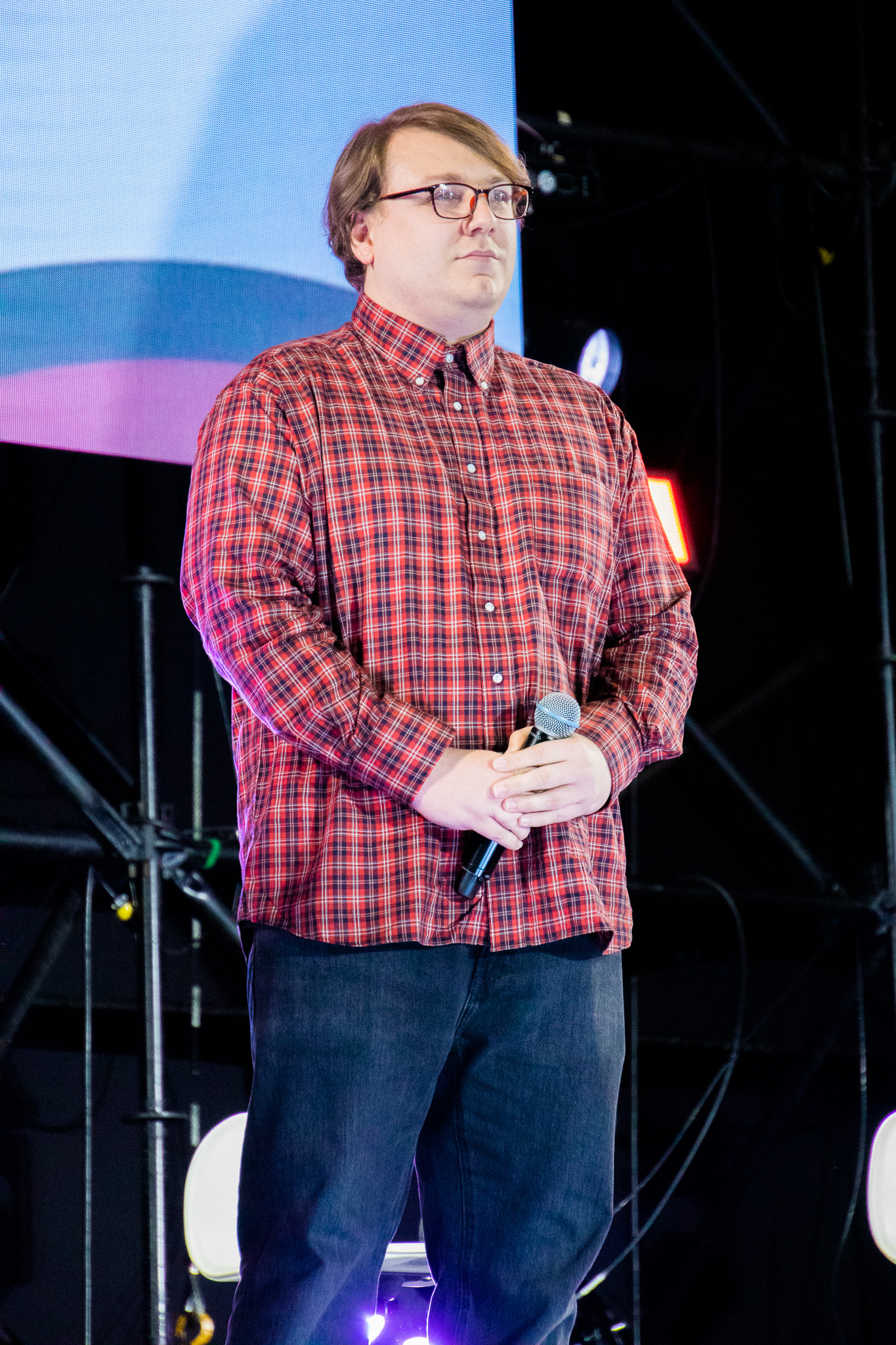
Michael Williams at Tokyo Comic Con 2022

  - Out of the Can Film Festival ベストドラマ映画賞二位（「One Step」）
- 2019年
  - Eurasia International Monthly Film Festival ベストショート映画賞（「One Step」）[10]
- 2020年
  - Cult Critics Film Festival　ベストテレビドラマ賞（『Benza English』[11]
  - Festigious Film Festival  ベストテレビドラマ賞（『Benza English』）[12]
  - BonDance International Film Festival 【Spirit of the Ninja】賞 ( 「I Just Wanted to See You」 ) [13]